# Route frontalière des Voyageurs

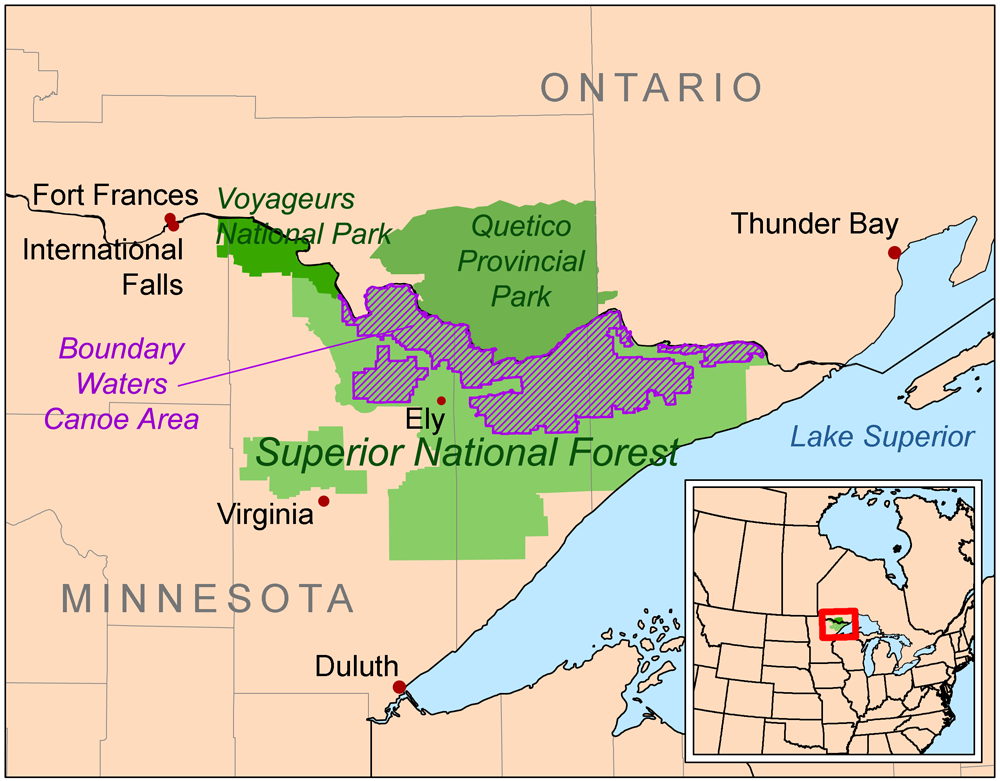
Carte de la Route frontalière des Voyageurs (Boundary Waters).

La route frontalière des Voyageurs (en anglais : Boundary Waters) désigne, depuis 1996, une région historique, à la nature encore sauvage et naturelle, située le long de la rivière Pigeon et de part et d'autre de la frontière entre le Canada et les États-Unis. On la surnomme également la région Quetico-Superior en raison des deux parcs qui se jouxtent de chaque côté de la frontière.  

## Histoire
Cette route frontalière des Voyageurs fut une importante voie de communication à l'époque de la Nouvelle-France, pour les trappeurs et les coureurs des bois qui naviguèrent sur les eaux de la rivière aux Tourtes (future rivière Pigeon), en canoés lors de leurs explorations, puis expéditions vers le lac des Bois et la baie d'Hudson pour commercer avec les différentes tribus amérindiennes. 
Pierre-Esprit Radisson, Pierre Gaultier de Varennes et de La Vérendrye, Jacques de Noyon, Daniel Greysolon, sieur du Lhut, Claude-Jean Allouez,  Claude Dablon et Jacques Marquette furent parmi ces pionniers qui s'aventurèrent, au-delà du Pays-d'en-Haut et des Grands Lacs, par cette voie d'eau pour la traite des fourrures avec les diverses Nations amérindiennes. 

## Présentation
La route frontalière des Voyageurs regroupe aujourd'hui plusieurs parcs nationaux et provinciaux ; du côté américain, la Forêt nationale de Superior et le parc national des Voyageurs, du côté canadien, le Parc provincial Quetico, le Parc provincial La Vérendrye et le parc provincial Pigeon River. Ce lieu patrimonial est protégé par le National Wilderness Preservation System en tant que zone sauvage de grandes richesses naturelles. On y trouve également le Monument national de Grand Portage.
La route frontalière des Voyageurs permet d'atteindre les hautes terres du portage de la Hauteur des Terres qui délimite le partage des eaux laurentien sur la ligne continentale de partage des eaux entre les deux bassins versants se dirigeant vers l'océan Arctique ou l'océan Atlantique.
Le 11 janvier 1909, le Canada et les États-Unis signèrent le traité des eaux limitrophes dans le but de prévenir les litiges concernant le partage et l'utilisation des eaux le long de la frontière.